# Saint-Jean-de-la-Croix
Saint-Jean-de-la-Croix é uma comuna francesa na região administrativa da Pays de la Loire, no departamento de Maine-et-Loire. Estende-se por uma área de 1,83 km². Em 2010 a comuna tinha 235 habitantes (densidade: 128,4 hab./km²).